# Chestenberg
Der Chestenberg (von schweizerdeutsch und mittelhochdeutsch chesten ‚Edelkastanie‘) ist ein bewaldeter Hügelzug im Schweizer Kanton Aargau. Er gehört zum Kettenjura, erstreckt sich über eine Länge von drei Kilometern in West-Ost-Richtung und erreicht eine Höhe von 647 m ü. M. An seinem Fuss liegen die Dörfer Brunegg, Möriken, Wildegg, Holderbank, Lupfig und Birr. Im Süden wird der Chestenberg vom Bünztal begrenzt, im Westen vom Aaretal und im Osten vom Birrfeld. Im Norden geht er in den Scherzberg über, an dessen Fuss Schinznach-Bad und Scherz liegen.
An den Flanken des Chestenbergs befinden sich zwei Schlösser: im Westen das Schloss Wildegg, im Osten das Schloss Brunegg. Vom 11. bis zum 9. Jahrhundert v. Chr. existierte auf dem Chestenberg eine bronzezeitliche Höhensiedlung.
Es war geplant, unter dem Chestenberg den Chestenbergtunnel der Bahnlinie Zürich – Olten hindurchzuführen. 2016 wurde beschlossen, das Projekt nicht weiter zu verfolgen.